# Weihnachtsbrauchtum in Deutschland

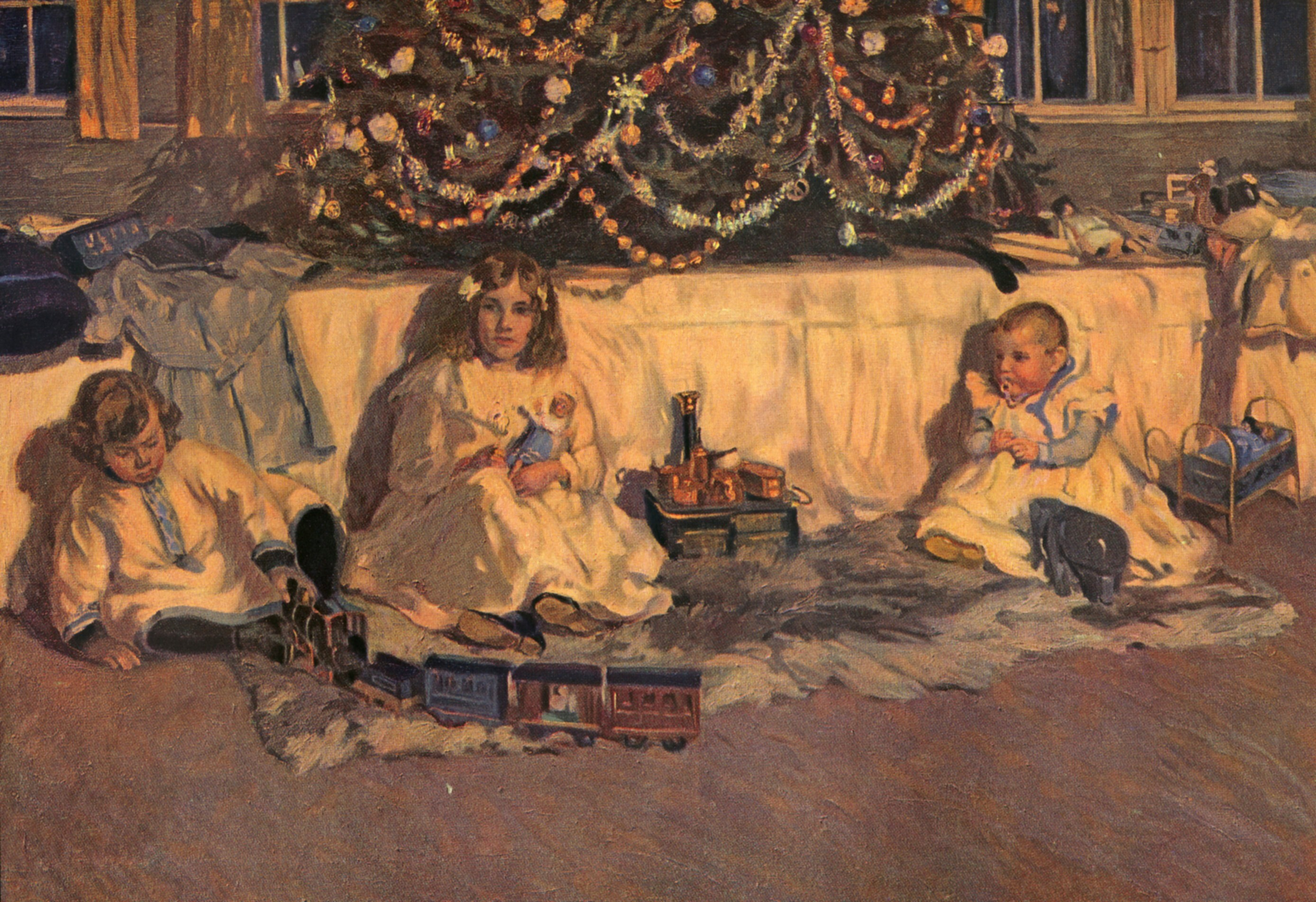
Weihnachtszauber, Gemälde von Robert Weise, ca. 1908

Das Weihnachtsbrauchtum in Deutschland wird von tradierten Bestandteilen des Weihnachtsfestes getragen. Das Brauchtum ist in Deutschland regional unterschiedlich ausgeprägt und in ständigem Wandel begriffen. Ausgangspunkt ist das Fest der Geburt Jesu Christi. Im Brauchtum sind teilweise ältere, vorchristliche Winter- und Lichtbräuche hinzugetreten und mit christlichen Motiven verschmolzen. In den übrigen Ländern Mitteleuropas wird Weihnachten ähnlich gefeiert.
Der Festtag ist der 25. Dezember. Die Feierlichkeiten beginnen am Vorabend, dem Heiligen Abend (auch Heiligabend, Heilige Nacht, Christnacht, Weihnachtsabend), dem 24. Dezember. Je nach Konfession endet die Weihnachtszeit am 6. Januar, dem Fest der Erscheinung des Herrn (Epiphanie), oder am darauffolgenden Sonntag, dem Fest der Taufe des Herrn. Heute bestimmen ursprünglich weihnachtliche Symbole, Lieder und Ausstattungsstücke jedoch bereits ab Ende November vielerorts das Straßenbild.

## Geschichte

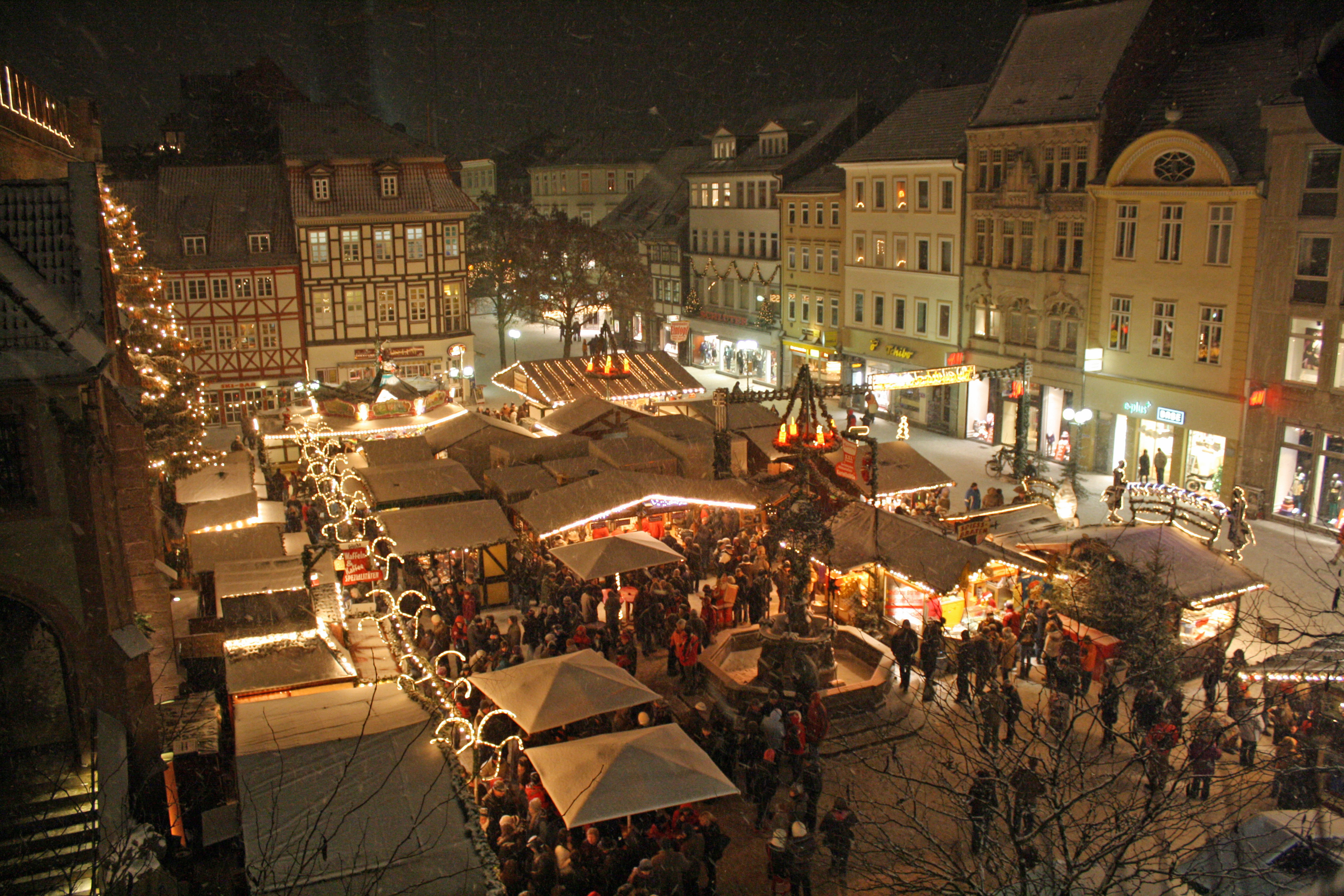
Weihnachtsmarkt

Das weihnachtliche Brauchtum wurde in den Krippenspielen als besondere geistliche Schauspiele verchristlicht und seit dem 16. Jahrhundert in den Weihnachtskrippen dargestellt. Die szenischen Darstellungen sind erstmals im 11. Jahrhundert in Frankreich fassbar.
Das heute im deutschsprachigen Raum übliche Weihnachtsfest in der Familie mit Weihnachtsbaum, Weihnachtsliedern, Krippe, Geschenken und einem Gottesdienstbesuch ist eine kulturelle Ausformung der Bürgerfamilie des 19. Jahrhunderts (Biedermeier). In der volkskundlichen und germanistischen Forschung wurde bis zur ersten Hälfte des 20. Jahrhunderts – unter anderem von den Brüdern Grimm – vermutet, es müsse sich um eine sehr alte Tradition handeln, und man versuchte, eine Kontinuität bis in das germanische Altertum zu konstruieren.
Eine Veränderung des Brauchtums ist im Advent seit Mitte des 20. Jahrhunderts zu beobachten. Wurde er ursprünglich als Fastenzeit begangen, wird in der Gegenwart ein Teil des Brauchtums des Weihnachtsfestes bereits in der Adventszeit ausgelebt. Ein bedeutender Bestandteil dessen sind die in den meisten deutschsprachigen Stadtzentren verbreiteten Weihnachtsmärkte, die teilweise bis ins Mittelalter reichende Traditionen aufweisen.

## Bräuche

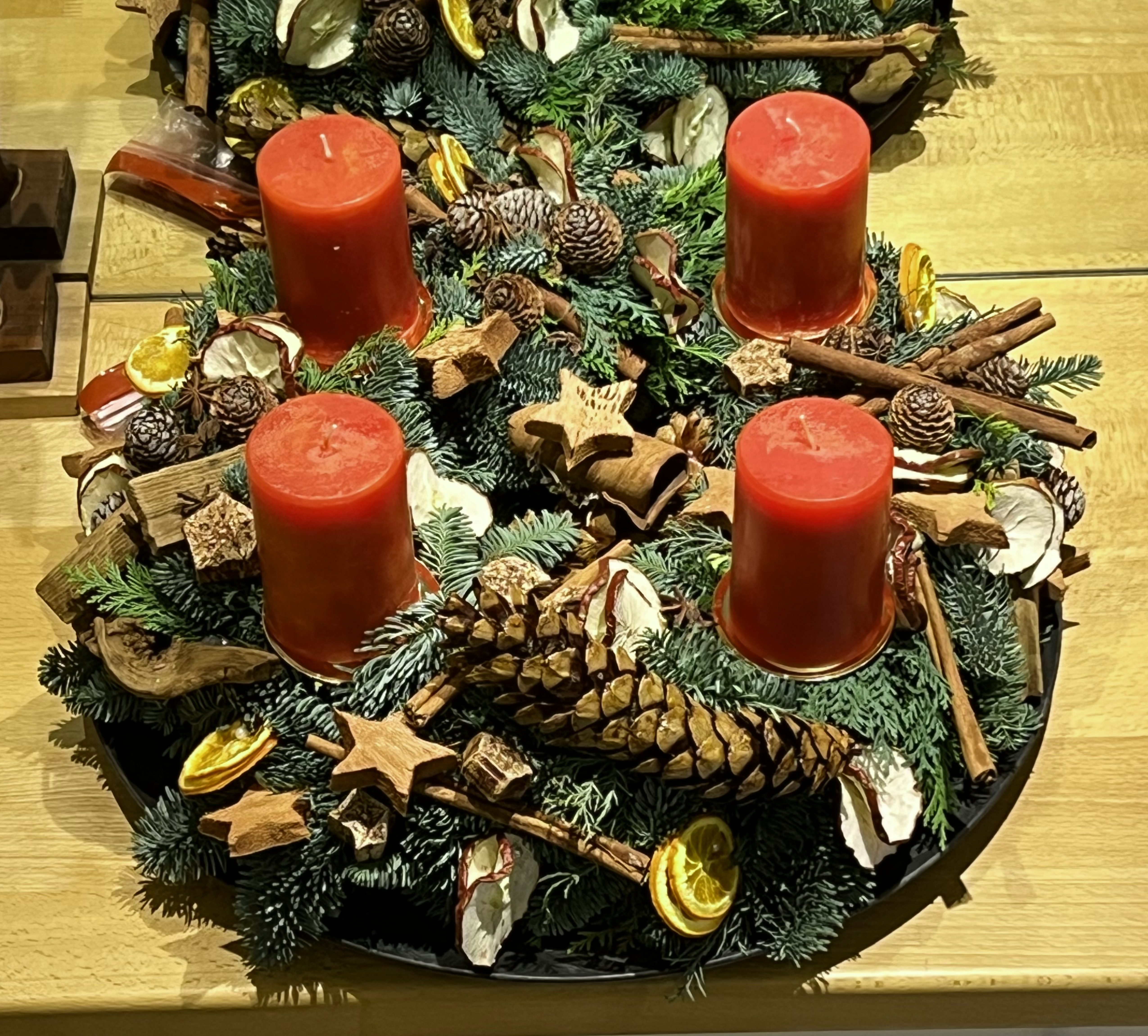
Adventskranz

Die spezifische Ausprägung des Weihnachts- und Adventsbrauchtums in Mitteleuropa entstand zumeist in einer klimatisch von kaltem, dunklem Winter gekennzeichneten Zone. Auf der Südhalbkugel fällt Weihnachten in den Sommer, was zu anderen Bräuchen führt. Der immergrüne Tannenbaum hat dort keine entsprechende Symbolkraft.

### Vorbereitung
Dem Weihnachtsfest am 25. Dezember geht die vierwöchige Adventszeit voraus. Sie war ursprünglich eine Fastenzeit, die die Alte Kirche in die Zeit zwischen dem 11. November und dem Fest der Erscheinung des Herrn am 6. Januar legte. Die Adventszeit in ihrer heutigen Form geht zurück auf das 7. Jahrhundert. Es waren zunächst zwischen vier und sechs Sonntage im Advent, bis Papst Gregor deren Zahl für die Adventszeit nach dem römischen Ritus schließlich auf vier festlegte. Im ambrosianischen Ritus ist die Adventszeit allerdings auch heute noch sechs Wochen lang. Seit 1917 ist das Adventsfasten im katholischen Kirchenrecht nicht mehr verpflichtend festgelegt. In die Adventszeit fallen zahlreiche Bräuche, wie der Adventskalender, der die verbleibenden Tage bis Weihnachten anzeigt, das Aufhängen eines Nikolausstiefels an die Haustür am Abend vor dem Nikolaustag, und der Weihnachtsmarkt, der in vielen Städten anzutreffen ist.

### Weihnachtsbaum

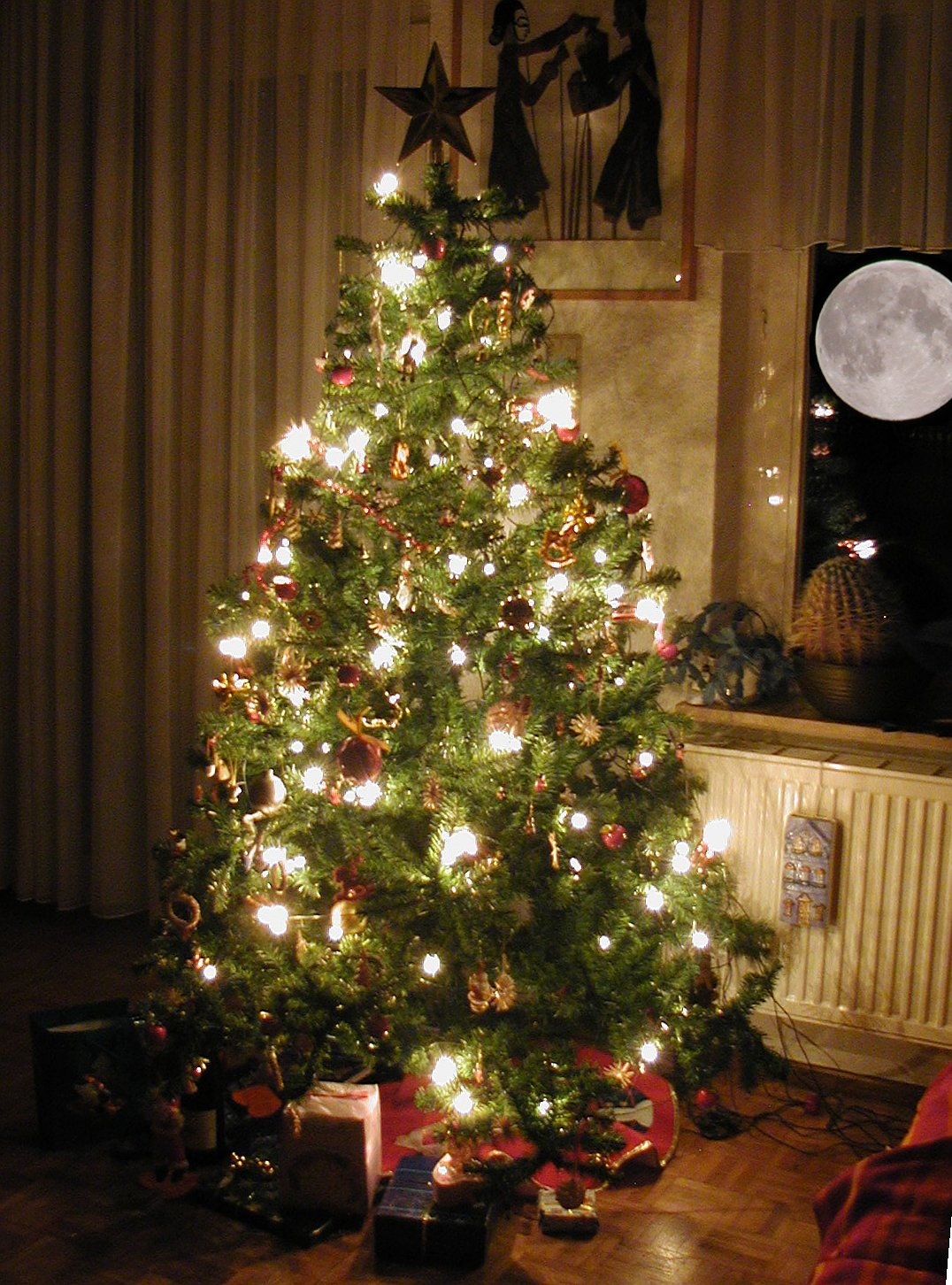
Weihnachtsbaum

In Mitteleuropa wird der Weihnachtsbaum (in einigen Regionen auch Christbaum genannt) in der Kirche und in Wohnungen sowie auf großen Plätzen in den Ortschaften aufgestellt und mit Lichterketten, Kerzen, Glaskugeln, Lametta, Engel- oder anderen Figuren geschmückt. Der häusliche Weihnachtsbaum bleibt oft noch lange nach Weihnachten im Zimmer stehen, oft bis zum Ende der liturgischen Weihnachtszeit.
Zwei kerzengeschmückte Tannenbäume stehen seit 1621 in jedem Jahr bei den Augustinern in Neustift rechts und links der Krippe.
Ursprung des Tannenbaums dürfte der Paradiesbaum der weit verbreiteten mittelalterlichen Mysterienspiele am 24. Dezember gewesen sein. Seit etwa 1800 war der geschmückte Weihnachtsbaum in den gehobenen Bürgerhäusern von Zürich, München, Wien und Siebenbürgen zu finden. Er galt zunächst als evangelisch, bis er auch von den Katholiken allmählich übernommen wurde. Henriette Alexandrine von Nassau-Weilburg führte ihn 1816 in Wien ein. Der Krieg 1870/71 hat den Weihnachtsbaum auch in Frankreich popularisiert. 1912 stand der erste „öffentliche“ Baum in New York.
Der geschmückte Christbaum ist heute zentrales Element der familiären Weihnachtsfeier. Bis ins 18. Jahrhundert hinein war er nur an Fürstenhöfen zu finden, dann in der bürgerlichen Oberschicht. Beim Kleinbürgertum wurde er nicht zuletzt dadurch populär, dass der preußische König im Krieg 1870/71 gegen Frankreich Weihnachtsbäume in den Unterständen und Lazaretten aufstellen ließ. Danach verbreitete sich der Weihnachtsbaum weiter und erhielt die heute als selbstverständlich empfundene zentrale Rolle im Zeremoniell der häuslichen Familienfeier (Kinder stehen vor der verschlossenen Tür, die Kerzen am Baum werden angezündet, die Tür wird geöffnet, gemeinsames Singen, gemeinsames Öffnen der Geschenke, gemeinsames Mahl).

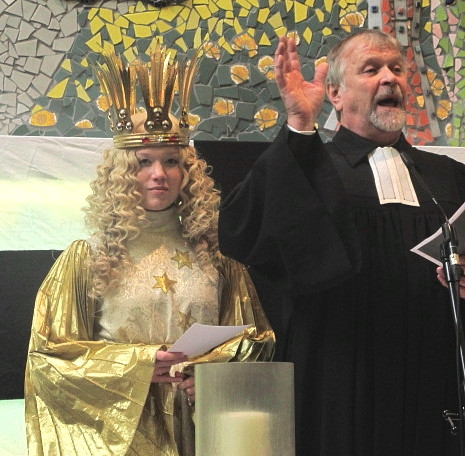
Weihnachtsgottesdienst in Nürnberg (2011)

### Kirchgang
Der gemeinsame Besuch von Christvesper, Christmette oder Christnacht ist nicht nur bei den regelmäßigen Kirchgängern unter den Christen ein fester Bestandteil des Weihnachtsfestes. Zu diesen Gottesdiensten sind die Kirchen im deutschsprachigen Raum meist sehr gut besucht. Gottesdienste finden, Heiligabend am Tag häufig mit dem Kindergottesdienst beginnend, an allen Weihnachtstagen statt. Die Lesung der Weihnachtsgeschichte aus dem Lukasevangelium und das Singen von Weihnachtsliedern gehören dabei zur Liturgie.
Auch der Besuch der Aufführung eines Weihnachtsoratoriums ist in der Zeit vor und nach Weihnachten vor allem im evangelisch-lutherischen Bereich verbreitet.

### Krippe

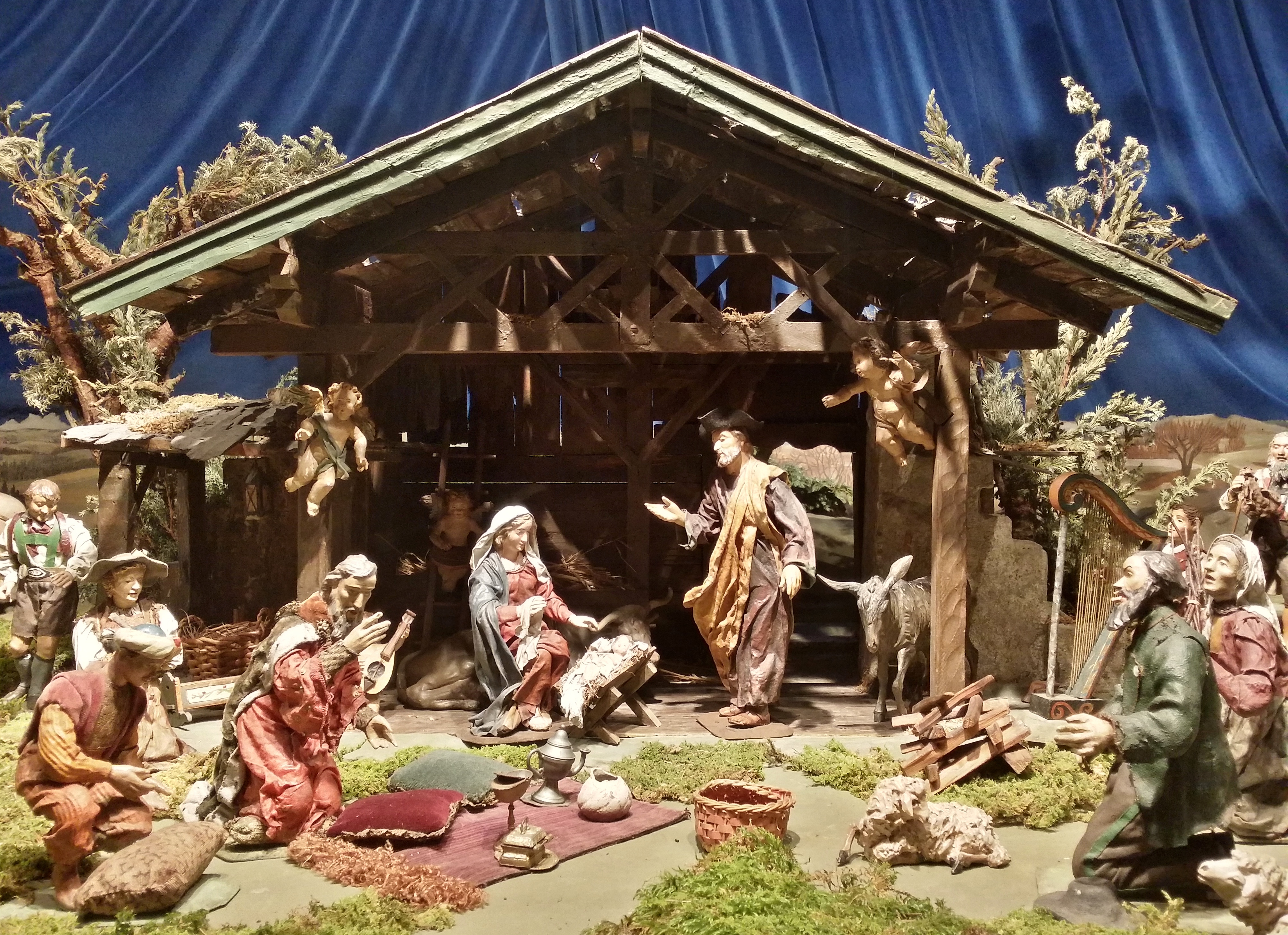
Weihnachtskrippe

Den ursprünglichsten Weihnachtsbrauch stellt die Tradition des Krippenspiels dar, das die Weihnachtsgeschichte anschaulich nachgestaltet. Um die Weihnachtskrippe versammeln sich die Familienmitglieder am Weihnachtsabend und gedenken der Geburt Christi. Die Geschichte der Weihnachtskrippe, die heute selbstverständlicher Bestandteil des Weihnachtsfestes ist, begann wohl schon im 13. Jahrhundert, und die Krippe ist im Gottesdienst lokal wohl schon im 11. Jahrhundert verwendet worden. In der Burgkapelle Hocheppan bei Bozen wurde um das Jahr 1200 die Geburt Jesu Christi erstmals im deutschsprachigen Raum dargestellt. Die Darstellung gipfelte dann in der Weihnachtsbescherung vor Krippe und Weihnachtsbaum.

### Bescherung durch Nikolaus, Christkind, Weihnachtsmann und Wichtel

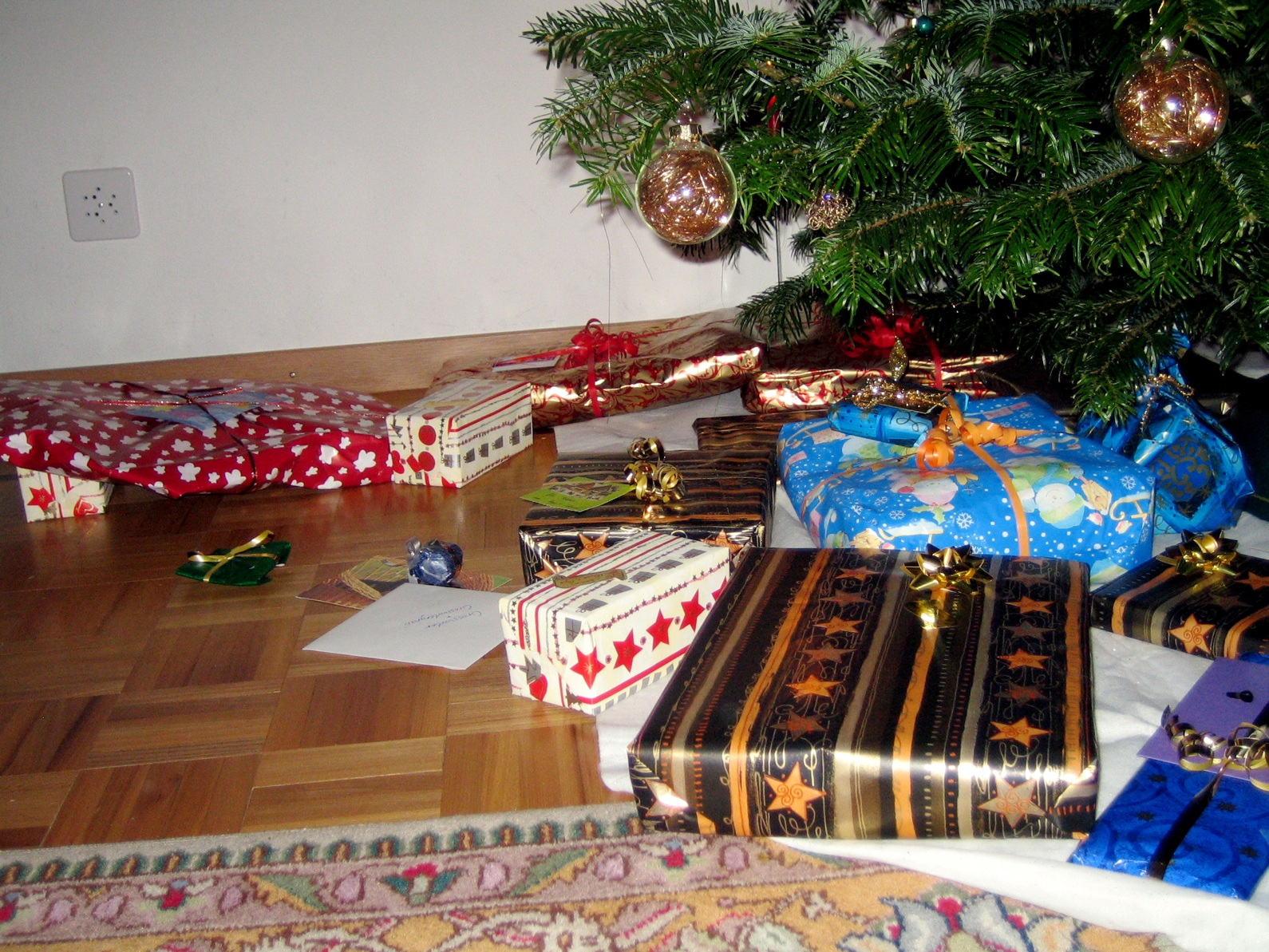
Geschenke unter einem Weihnachtsbaum

Martin Luther hat die vorher auch in seinem Hause übliche Bescherung am Nikolaustag (es gibt Haushaltsrechnungen aus dem Hause Luther über Geschenke für das Gesinde und die Kinder zu St. Nikolaus aus dem Jahre 1535 und 1536) auf den Heiligabend verlegt, da die evangelische Kirche keine Heiligenverehrung kennt. Evangelischer Gabenbringer war nun nicht mehr hl. Nikolaus, sondern der „Heilige Christ“, wie Luther das Jesuskind nannte. Aus dieser Abstraktion entstand in Thüringen, auch andernorts, das engelsgleiche Christkind. Es erscheint seit dem 17. Jahrhundert in den weihnachtlichen Umzugsbräuchen, in denen Maria, Josef und das Jesuskind durch die Straßen zogen – wie heute vielerorts die Sternsinger –, begleitet von weiß gekleideten Mädchen mit offenem Haar als Engel, angeführt von dem verschleierten „Christkind“. Nach 1800 wurde aus Knecht Ruprecht, ursprünglich der strafende Begleiter von Nikolaus und Christkind, allmählich der Weihnachtsmann.

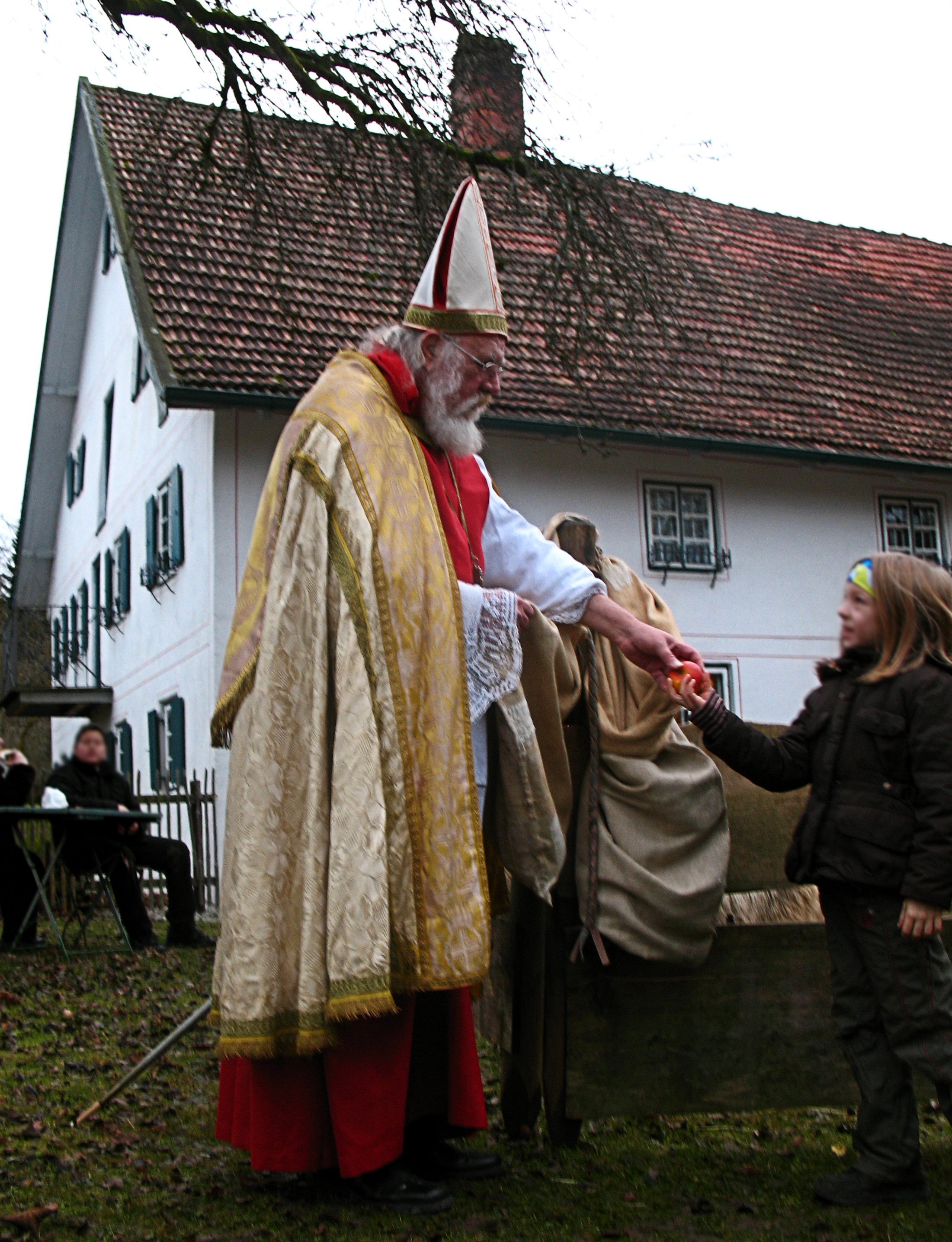
Traditioneller Nikolaus bei der Kinderbescherung im Jexhof am 6. Dezember

1930 brachten dem Deutschen Atlas der Volkskunde zufolge der Weihnachtsmann (vorwiegend im evangelischen Norden und Nordosten) und das Christkind (vorwiegend im Westen und Süden und in Schlesien) die Geschenke. Die Grenze verlief zwischen Westfalen und Friesland, Hessen und Niedersachsen und Thüringen und zwischen Bayern und Thüringen, ging durch Südthüringen, südliches Sachsen bis nach Schlesien. Im 18. Jahrhundert war es noch ganz anders gewesen: Der Nikolaus hatte in katholischen Gebieten die Geschenke gebracht, das Christkind in evangelischen. Mit zunehmender Beliebtheit des Weihnachtsfestes und des Christkindes wurde der Geschenktermin auch in den katholischen Gebieten vom Nikolaustag auf Heiligabend verschoben, das Christkind übernommen.

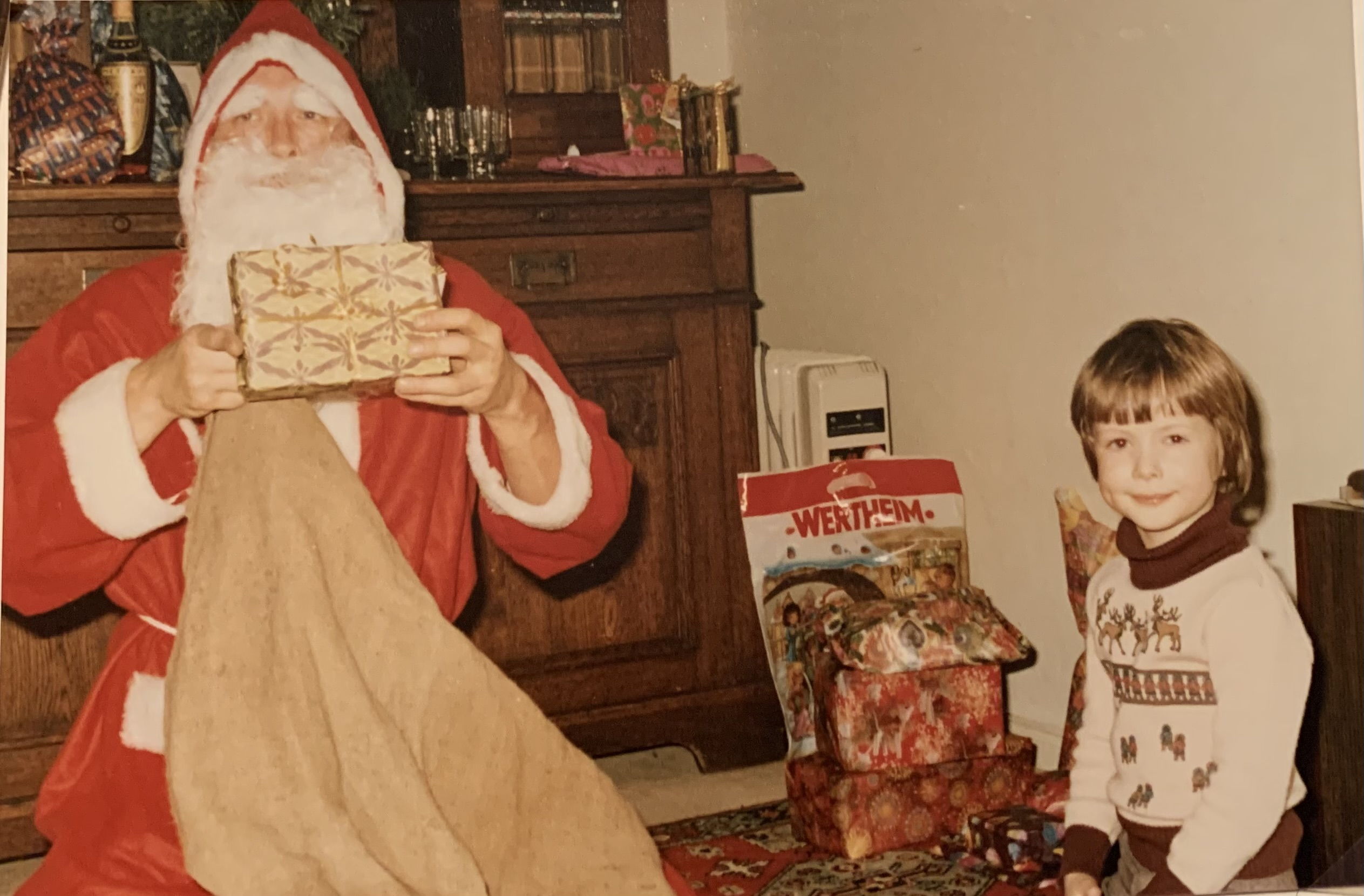
Bescherung durch den Weihnachtsmann am 24. Dezember 1979 in Berlin

Der Weihnachtsmann ist eine synkretistische Gestalt, die Elemente aus Nikolaus, Knecht Ruprecht und dem rauen Percht in einer entdämonisierten Form vermischt. Eine Zeichnung von Moritz von Schwind im Münchener Bilderbogen Nr. 5 von 1848 unter dem Titel „Herr Winter“ – der allerdings von den Menschen gemieden wird – gilt als frühe Darstellung, jedoch ist sie nicht die einzige. Ältere Schilderungen liegen in dichterischer Form aus Nordamerika vor, hier „Santa Claus“ genannt. Die Kleidung, die in Deutschland erst nach 1945 überwiegend rot dargestellt wird, übernahm er von Knecht Ruprecht, den wallenden Bart von gängigen Gott-Vater-Vorstellungen. Im Brauchtum für Kleinkinder bringt er die Geschenke, bösen Kindern jedoch eine Rute.
Die nordische Sagengestalt des Nisse (von dänisch Niels für Nikolaus), deutsch adaptiert als Wichtel, erinnert mit ihrer roten Mütze an den Weihnachtsmann. Davon abgeleitet ist der Brauch des Wichtelns in der Vorweihnachtszeit, in dem man sich gegenseitig und anonym in zufälliger Zuordnung von Schenkendem und Beschenktem beschenkt.
Die bereits im Altertum bekannten Geschenke zu Neujahr lebten bis weit ins 20. Jahrhundert hinein fort, lokal sogar bis heute, als Geldgratifikationen an Postboten, Zeitungsfrau, Müllabfuhr usw. Laut Börsenblatt wurden 2007 auch ein Fünftel der innerfamiliären Weihnachtsgeschenke in Form von Gutscheinen oder Geld weitergereicht. Die Weihnachtsbescherung geht jedoch auf die Nikolausbescherung zurück. Als „Lüttenweihnachten“ bezeichnet man das Schmücken eines Weihnachtsbaumes für Tiere im Wald mit Futter.

### Weihnachtssingen
Im häuslichen Kreise wird am Heiligabend und am ersten und zweiten Festtag viel gesungen, musiziert oder Weihnachtsmusik abgespielt.
Die weihnachtlichen Volkslieder und Kirchenlieder gehören bei vielen Menschen im deutschsprachigen Raum zum Bestand des traditionellen deutschsprachigen Liedguts, bei dem sie mitsingen können.
Im öffentlichen Raum hat sich das gemeinsame Singen von Weihnachtsliedern großer Menschengruppen u. a. in Berlin zu einer eigenen Tradition entwickelt. Solche Veranstaltungen verbreiten sich immer mehr, Rundfunkanstalten und Vereine steigen ein. Alle Besucher werden mit Texten versorgt, so dass sie mitsingen können. Auf einer Bühne gibt eine Band den Ton vor, es gibt Vorsänger, manchmal auch Prominente, mitunter auch einen Chor. 

### Weihnachtsessen

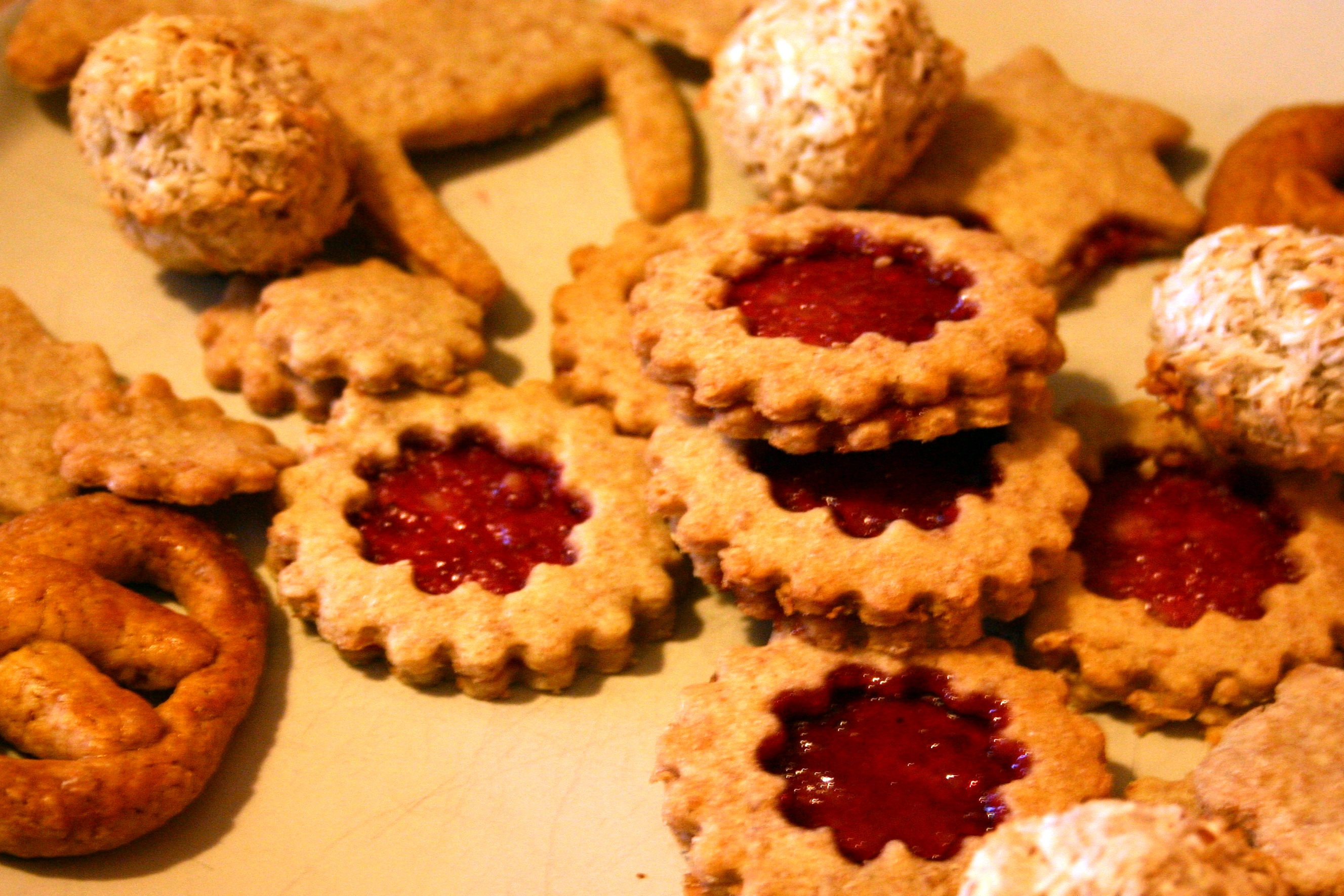
Weihnachtsgebäck

Zu Weihnachten gehört meist ein aufwendiges Weihnachtsmahl am ersten Feiertag, für das bestimmte Speisen typisch sind, wie etwa die Weihnachtsgans oder der Weihnachtskarpfen sowie das speziell für die Weihnachtszeit hergestellte Weihnachtsgebäck wie z. B. Stollen oder regionale Lebkuchen-Spezialitäten wie Aachener Printen, Nürnberger Lebkuchen, Pulsnitzer Pfefferkuchen oder Liegnitzer Bombe. In vielen Regionen gibt es am Heiligen Abend am Ende der ursprünglichen Fastenzeit – und wohl der Einfachheit der Zubereitung wegen – traditionell Gerichte wie Eintopf oder Würstchen mit Kartoffelsalat, einer Umfrage zufolge sind es ca. 45 Prozent der Deutschen, im Osten 57 Prozent, im Westen 42 Prozent. Im Norden wird der Kartoffelsalat mit Mayonnaise zubereitet, während im Süden nur Essig, Öl und Brühe verwendet wird. Ein einfaches Gericht ist der (nieder-)schlesischen Weihnacht zuzuordnen, der „Breslauer Mehlkloß“ (bestehend aus Mehl, Milch, Butter, Ei).
In Altbayern bezeichnet man das für den Weihnachtsschmaus gemästete Tier, meist ein Schwein, seltener auch die Weihnachtsgans, mundartlich als Weihnachter.
Im Vogtland und im Erzgebirge wird das sogenannte Neunerlei, ein Weihnachtsmenü mit neun Gängen, das bereits am Heiligen Abend serviert wird, zubereitet. Es umfasst meist Bratwurst, Klöße, Sauerkraut, Gänse- oder Schweinebraten, Nüsse und Pilze. In vielen Familien wird Hartgeld unter die Teller gelegt.

### Weitere Bräuche

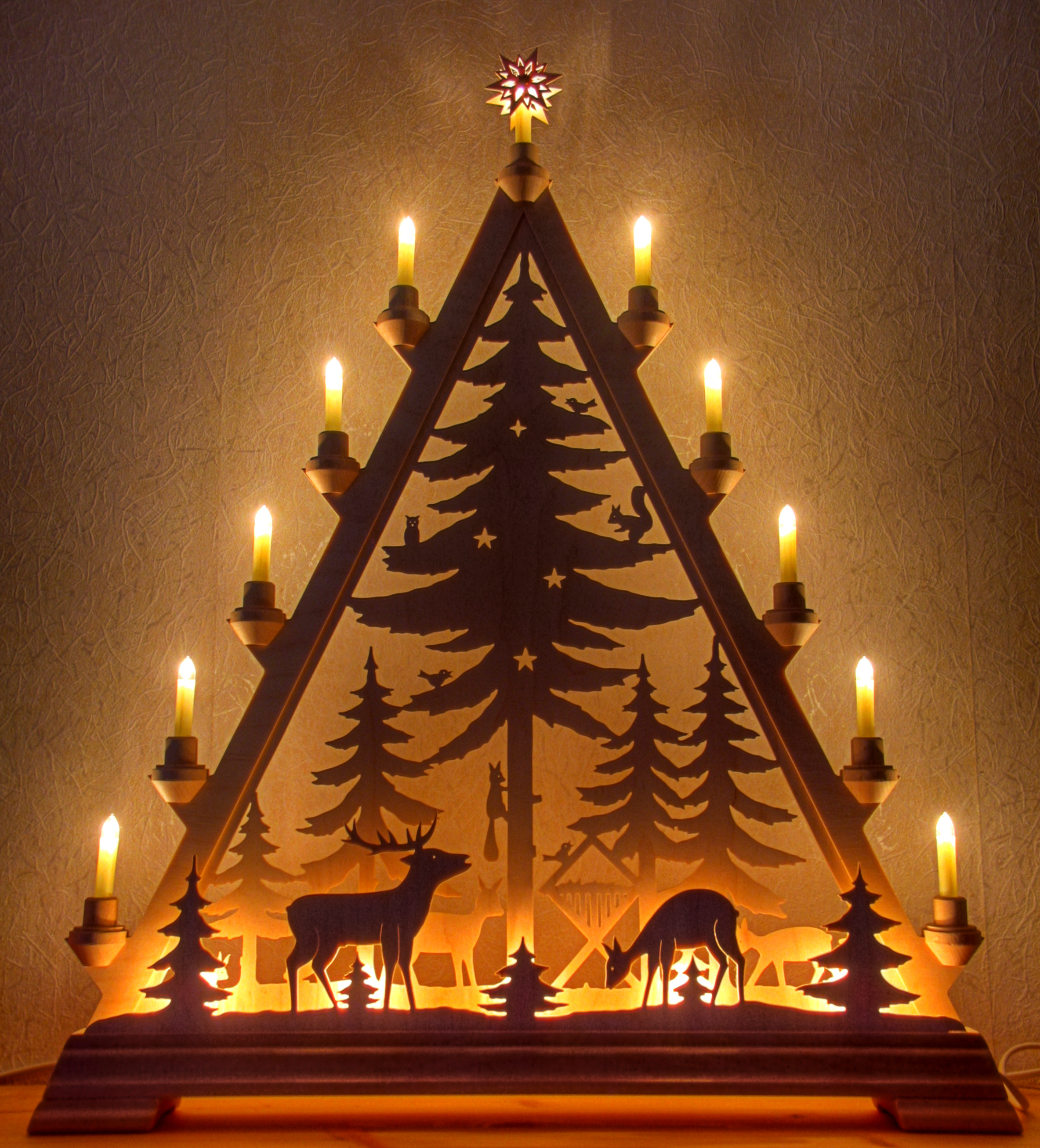
Schwibbogen aus Oberwiesenthal

Ab dem Einbruch der Dunkelheit werden in der Adventszeit zahlreiche Wohnungsfenster durch Schwibbögen erleuchtet. Dieser Brauch entstand im 18. Jahrhundert in den Erzgebirgischen Bergbaugebieten und breitet sich zunehmend in den angrenzenden Ländern aus.
Die Deutsche Post gibt jedes Jahr zu Weihnachten Sondermarken heraus.
Vielerorts haben sich in der Vorweihnachtszeit Weihnachtsmärkte etabliert, auch Christkindlesmarkt oder Glühweinmarkt genannt. Sie sind geprägt von Verkaufsständen für Weihnachtsartikel und Geschenke, Glühweinständen und in zunehmender Zahl Verpflegungsstationen.
Ein weiterer Brauch am Heiligen Abend ist der Christklotz, auch „Weihnachtsscheit“ oder „Christblock“ genannt.
Im Berchtesgadener Land prägt das Christkindlschießen der Weihnachtsschützen die letzte Woche vor Heiligabend. Sie schießen jeden Tag um 3 Uhr Nachmittag von ihren Standplätzen aus – am Heiligabend zusätzlich vor der Christmette.
Ein aus den USA importierter, angeblich alter deutscher Brauch bezieht sich auf einen essiggurkenförmigen Christbaumschmuck. Die „Weihnachtsgurke“ wird noch vor der „Bescherung“ verdeckt am Christbaum befestigt. Die Beschenkten, meistens noch Kinder oder Jugendliche, suchen vor dem Geschenkeöffnen den Baum nach dem verborgenen Schmuckstück ab. Wer als erster die „Gurke“ findet, erhält ein besonderes, zusätzliches Geschenk.

## Übernahme von Weihnachtsbräuchen durch Nicht-Christen

### Judentum
In einigen jüdischen Haushalten, die als Minderheit in einer christlichen Umgebung leben, kommt es vor, „Weihnukka“ zu feiern. Dabei werden zum Chanukka-Fest beispielsweise Tannenbäume in Wohnzimmern aufgestellt und mit Kugeln geschmückt, in die Davidssterne eingraviert sind.

### Islam
In einigen muslimischen Haushalten kommt zu Weihnachten eine Gans auf den Tisch und die Kinder bekommen Geschenke. Da die Geburt Jesu Christi im Koran ausführlich beschrieben wird, ist den Muslimen der Ursprung des Weihnachtsfests nicht fremd.